# Monte Serves

Monte Serves  é um monte situado na freguesia de Vialonga, concelho de Vila Franca de Xira, Portugal, com 350 m de altitude no topo. Esta elevação é frequentemente percorrida por caminhantes, atletas de trail, escuteiros e praticantes de BTT.

## Cursos de água
Nas suas encostas nascem os seguintes cursos de água
- Ribeira dos Estanques
- Ribeira dos Caniços
- Ribeira da Carvalha
- Ribeira de Alpriate